# زينب كامل علي
الأستاذة زينب كامل علي هي سياسية من دولة جيبوتي وعضو اللجنة الدائمة للاتحاد الأفريقي، وكذلك المجلس الاقتصادي والاجتماعي والثقافي داخل الاتحاد حيث تمثل أفريقيا الشرقية.